# Animaloucos
FarmKids (ou Animaloucos em Portugal e no Brasil Animalucos) é uma série de televisão australiana de comédia infantil animada sobre animais mimados de zoológico sendo acidentalmente enviados para um rancho de caras. Treze episódios foram transmitidos na Série 1 e outros treze na Série 2, e ambos foram ao ar em 2008.

## Premisa
A série é baseada na ironia de animais de fazenda que não sabem nada sobre viver no campo. Eles são um bando de animais da cidade mimados fastlane que vivem uma vida repleta de estrelas em um zoológico de berçário popular, mas suas vidas tomam um rumo engraçado e inesperado quando são repentinamente realocados. Para completar, sua nova casa não é nada como se esperaria de uma simples fazenda antiga. Em sua essência, esta série tem como objetivo distorcer e reembalar um tema de fazenda forte e atemporal em uma comédia rápida e ousada. Dude Ranch, a nova casa da FARMkids, é um lugar onde os elementos antigos, modernos e da zona crepuscular se encontram para tornar esta uma maneira de sair do ambiente comum. Esta não é a situação média dos slickers da cidade no tipo de situação Old MacDonald; Farmkids representa uma abordagem distorcida e muito divertida para um tema testado pelo tempo.

## Dublagem
A dublagem desse desenho deu na extinta Jetix e aparentemente é considerada mais uma Lost Media. Só a indrodução foi encontrada e parte da dublagem de um personagem publicado pelo próprio dublador na internet.
| Personagens | Dobragem Temporadas 1 e 2 | Dublagem Temporadas 1 2 |
| ----------- | ------------------------- | ----------------------- |
| Drumstick   |                           | César Marchetti         |
| Buster      |                           | Ulisses Bezerra         |
| Frizz       |                           | Silvia Suzy             |
| Doguie      | Quimbé                    | Silvio Giraldi          |
| Punky       |                           | Eleonora Prado          |
| MooLoo      |                           | Cecília Lemes           |
| Dani        |                           |                         |
| Gilly       |                           | Roberto Rocha           |
| Ross        |                           | Diego Lima              |
| Dumpster    |                           | Mauro Eduardo Lima      |
| Rudd        |                           |                         |
| Popitty     |                           | Angélica Santos         |
| Carle       |                           |                         |